# STU-III

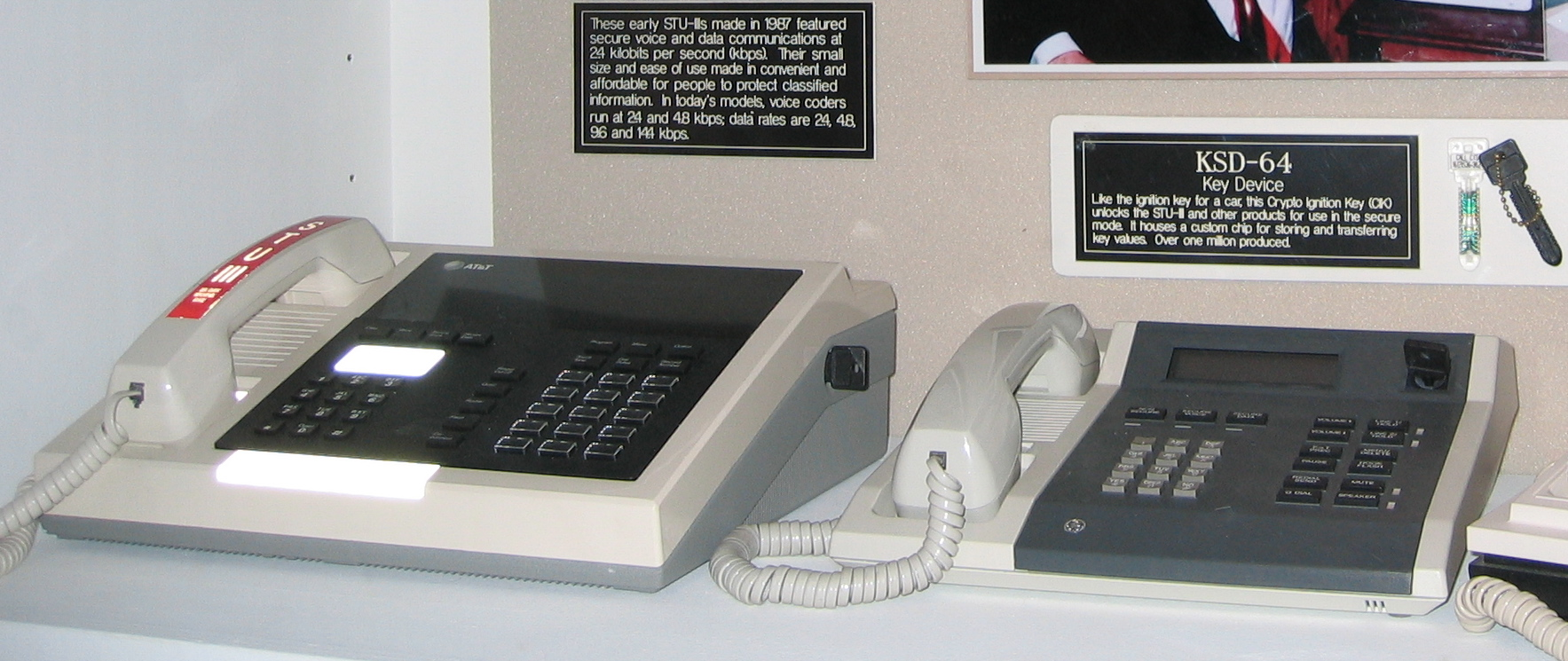
STU-III в National Cryptologic Museum

STU-III (аббр. від англ. Secure Telephone Unit, Third Generation) — сімейство безпечних телефонних модулів, які є пристроями шифрування голосового зв'язку. Розроблений Агентством національної безпеки США в 1987 році для використання урядом Сполучених Штатів і їх союзниками. STU-III дозволяє здійснювати голосові комунікації на рівні «цілком таємно».
За розмірами й формою цей модуль майже такий же, як і звичайний телефонний апарат і може бути використаний так само, як і звичайний телефон (однак у цьому випадку він працює як несекретний). Відмінність полягає в наявності змінного модуля пам'яті в пластмасовому корпусі, що формою нагадує ключ, при підключенні якого стає можливим безпечне з'єднання. Більшість моделей STU-III також включають в себе порт RS-232 для передачі даних та факсів і крім передачі мови можуть бути використані для безпечної передачі даних по модемному каналі. STU-III проводилися такими компаніями, як AT&T, RCA і Motorola.

## Історія
Обладнання для передачі даних, телефонних розмов і факсів, використовує шифрування, яке з'явилося досить давно, але воно було дуже габаритним, складним в експлуатації і дорогим.
У 1960-х одним із перших пристроїв захисту звукової інформації, що з'явилося у продажі й розміри якого не переверщували невеликий холодильник, став KY-3. У 1970 році світ побачив перше покоління STU (STU-I), а потім в 1975-му з'явився STU-II.
У 1984 році АНБ почало прискорену програму FSVS (англ. Future Secure Voice System), націлену на голосові комунікації кінця 1980-х. Фактично безпечний телефонний модуль третього покоління (STU-III) був розроблений до 1987 року. Головною метою нової системи було надати Міністерству оборони США і його підрядникам засоби безпечної передачі мови і даних. Для більш широкого поширення STU-III був зроблений за розмірами звичайного настільного телефона, легким у використанні і відносно дешевим. На 1994 рік було проведено близько 300 000—400 000 примірників STU-III, і багато які використовувалися, через більш ніж 10 років.
На даний момент STU-III більше не виробляється, йому на заміну прийшов більш сучасний STE, який працює по лініях ISDN. STE подолав багато проблем STU-III, включаючи 15-секундну затримку, а також він має перевагу в швидкості передачі даних (STU-III: до 9 кбит/сек; STE: до 128 кбіт/сек).

## Версії

Джордж Буш розмовляє по STU-III відразу після терористичної атаки 11 вересня

- STU-III/Low Cost Terminal (LCT) розроблений для використання в офісному середовищі — військовий, урядовий і приватний сектори.
- STU-III/Cellular Telephone (CT) може взаємодіяти з усіма версіями STU-III. Працює по всій континентальній американській мобільній мережі, а також у більшості іноземних.
- STU-III/Allied (A) — спеціалізована версія STU-III/LCT, сумісна з STU-II. Включає в себе всі основні функції STU-III і деякі додаткові можливості STU-II.
- STU-III/Remote Control Interface (RCU) дозволяє здійснювати конференц-зв'язок декількох модулів.
- STU-III/MultiMedia Terminal (MMT) дозволяє передавати дані як у цифровому, так і по аналоговому каналі зв'язку.
- STU-III/Inter Working Function (IWF)
- STU-III/Secure Data Device (SDD)
- STU-III/CipherTAC 2000 (CTAC)

## Рівні безпеки
STU-III доступний у п'яти рівнях безпеки шифрування. Очевидно, чим вище рівень, тим більш обмежені умови продажів пристрою. Більшість модулів STU-III було розроблено з шифруванням типу 1 (за класифікацією NSA).
- Тип 1 — дозволяє проводити переговори у всіх грифах секретності, включаючи «цілком таємно». Пристрої даного типу призначені для використання тільки урядом США, Міністерством оборони США і спецслужбами.
- Тип 2 — використовується для передачі не секретної, але конфіденційної інформації. Використовується тільки урядом США і військовими службами.
- Тип 3 — може бути використаний тільки компаніям і громадянами США та Канади.
- Тип 4 — пристрої даного типу загальнодоступними для міжнародних компаній і громадян. Дозволяє зберегти високий рівень конфіденційності, але фактично не призначений для секретної інформації.

Пристрої типу 2, 3 і 4 були випущені в умовах комерційної програми, але не отримали великого успіху.

## Технічна інформація
Двома головними технологіями, використовуваними STU-III, є KSD-64A — змінний модуль пам'яті у формі ключа і електронна система керування ключами (EKMS — Electronic Key Management System). Сама система базується на криптографії з відкритими ключами.
KSD-64A містить чип EEPROM (Electronically Erasable Programmable Read Only Memory) на 64 кілобіта, які використовуються для зберігання ключа та іншої інформації. Для нового STU-III спочатку повинен бути встановлений стартовий ключ — «seed key». Цей ключ зазвичай відправляється від NSA кур'єрською службою (Defense Courier Service) і повинен бути перетворений в експлуатаційний ключ перш ніж використання апарату стане можливим. Для цього необхідно здійснити дзвінок у NSA.
Експлуатаційний ключ складається з двох компонентів, один з яких записується на KSD-64A, після чого він стає криптографічним «ключем запалювання» — CIK (Crypto Ignition Key). Тільки коли CIK вставлений в модуль STU-III, на якому він був створений, секретна інформація може бути передана або прийнята.
Для здійснення переговорів за допомогою STU-III, той, хто телефонує, спочатку звичайним способом телефонує на інший модуль STU-III. Після того як обидва учасника вставляють їх відповідні «ключі», що містять криптографічні змінні, одному з них необхідно натиснути кнопку «секретні переговори» («go secure»). Приблизно через 15 секунд кожен телефон виводить на екран інформацію про особистості та допуск іншого боку, і розмова може початися на секретному рівні. Під час цієї невеликої затримки два апарати STU-III «домовляються» про унікальний ключ, який буде використовуватись для шифрування переданих даних лише під час цього сеансу зв'язку. Одночасно кожен з телефонних модулів виробляє перевірку ключа іншого учасника на наявність його в списку відкликаних сертифікатів (СОС).
Безпечні дані можуть бути передані на швидкостях 2.4, 4.8, і 9.6 кбіт/с, але при цьому пропускна здатність даних між двома STU-III не перевершує швидкості самого повільного модуля з сполучених. Звуковий сигнал переводиться в цифрову форму — послідовний потік даних (зазвичай 8000 біт в секунду). У свою чергу ці дані обробляються внутрішнім алгоритмом шифрування, на виході виходить псевдовипадковий потік двійкових сигналів, розшифрувати який вкрай важко (але не неможливо). Вбудований декодер дозволяє перетворити цей потік назад в аудіо.
Незважаючи на те, що STU-III давно знято з виробництва, алгоритми шифрування, які використовуються даним апаратом, тримаються в секреті і, ймовірно, ніколи не будуть розсекречені, якщо їх ніхто не зламає в майбутньому. Інформація про STU-III є вкрай обмеженою, зважаючи на свою секретність. Більша частина відомостей може бути знайдена на сайтах виробників.